# ヴェルナッツァ
ヴェルナッツァ（Vernazza）は、イタリア共和国リグーリア州ラ・スペツィア県にある人口約800人の基礎自治体（コムーネ）。リグーリア海岸に位置するヴェルナッツァの本村とコルニリアの集落はチンクエ・テッレと呼ばれる景勝地に数えられ、世界遺産にも登録されている。

## 名称
標準イタリア語以外では以下の名称をもつ。
- リグリア語: Vernassa, Vernasa
- ラテン語: Vulnetia

## 地理

### 位置・広がり
ヴェルナッツァはラ・スペツィア県南部に所在し、リグリア海に面したリグーリア海岸（リヴィエラ・ディ・レヴァンテ）に位置する。

#### 隣接コムーネ
隣接するコムーネは以下の通り。
- 北東- ピニョーネ、ベヴェリーノ
- 東 - リッコ・デル・ゴルフォ・ディ・スペーツィア
- 南東 - リオマッジョーレ
- 北西 - モンテロッソ・アル・マーレ

### 地震分類

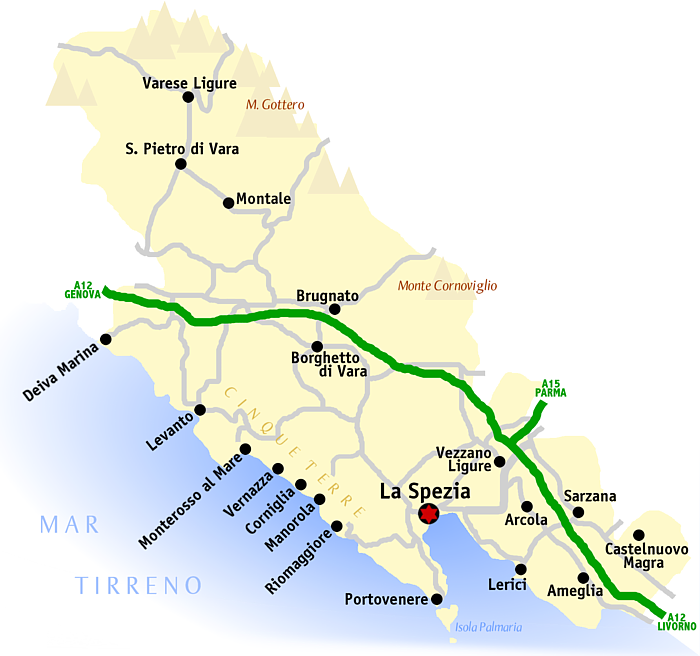
ラ・スペツィア県

イタリアの地震リスク階級 (it) では、3 に分類される
。

### 主要な集落
コムーネの中心集落であるヴェルナッツァの集落はコムーネ西部に位置する。コムーネ東部には海に向かってコルニリア （Corniglia）の集落がある。
- ヴェルナッツァ
- コルニリア

## 人口

### 居住地区別人口
国立統計研究所（ISTAT）によれば、2001年国勢調査時点での居住地区（Località abitata）別の人口は以下の通り。
| 地区名         | 標高  | 人口  | 備考 |
| -------------- | ----- | ----- | ---- |
| VERNAZZA       | 0/812 | 1,084 |      |
| CORNIGLIA      | 93    | 261   |      |
| VERNAZZA *     | 3     | 589   |      |
| Drignana       | 442   | 7     |      |
| Fornacchi      | 300   | 20    |      |
| Muro Inferiore | 275   | 15    |      |
| San Bernardino | 360   | 35    |      |
| Vernazzola     | 125   | 13    |      |
| Case Sparse    | -     | 144   |      |

- ISTATは人口統計上、家屋密度の高い centro abitato （居住の中心地区）、密度の低い nucleo abitato （居住の核となる地区）、まとまった居住地区を形成していない case sparse （散在家屋）の区分を用いている。上の表で地名がすべて大文字で示されているものが centro abitato である。「*」印が付されているのは、コムーネの役場・役所 la casa comunale の置かれている地区である。

## 交通

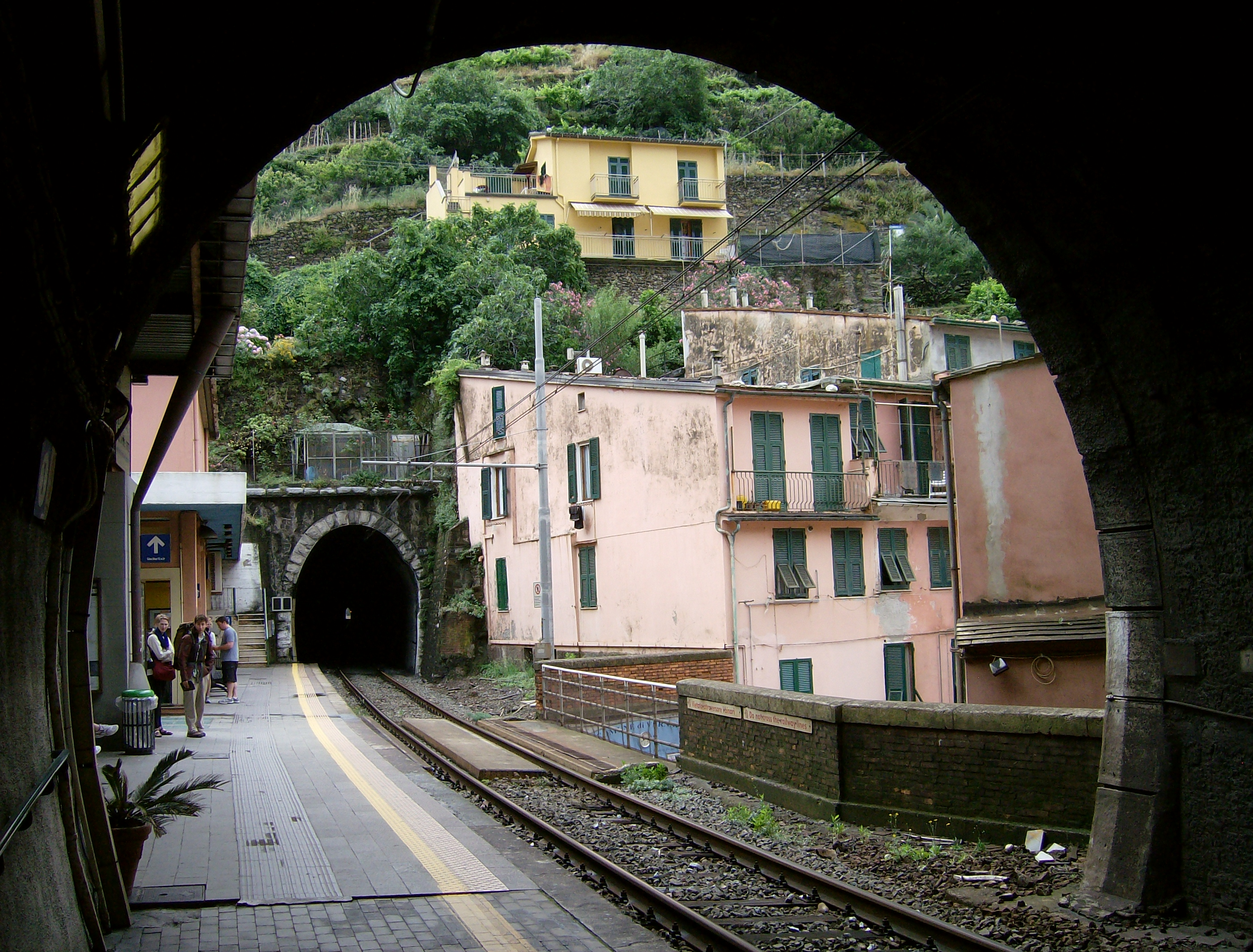
ヴェルナッツァ駅

### 鉄道
- ピサ＝ラ・スペーツィア＝ジェノヴァ線
  - コルリニア駅 (it:Stazione di Corniglia)  - ヴェルナッツァ駅 (it:Stazione di Vernazza)

### 道路
- SP51

## 文化・観光・施設
「イタリアの最も美しい村」クラブ加盟コムーネである。

### チンクエ・テッレ
ラ・スペツィアとレヴァントとの間にあるリグーリア海岸の5つの集落は、チンクエ・テッレ（5つの土地）と総称され、景勝地・観光地として知られている。海岸と山麓はチンクエ・テッレ国立公園 (it:Parco nazionale delle Cinque Terre) に指定されている。
チンクエ・テッレ（5つの土地）は以下の5つの集落を指す。なお、コルニリアは自治体としてのヴェルナッツァに含まれる分離集落（フラツィオーネ）である。
1. モンテロッソ・アル・マーレ (Monterosso al Mare) - 最西端
2. ヴェルナッツァ (Vernazza)
3. コルニリア (Corniglia)
4. マナローラ (Manarola)
5. リオマッジョーレ (Riomaggiore) - 最東端

### ヴェルナッツァの集落

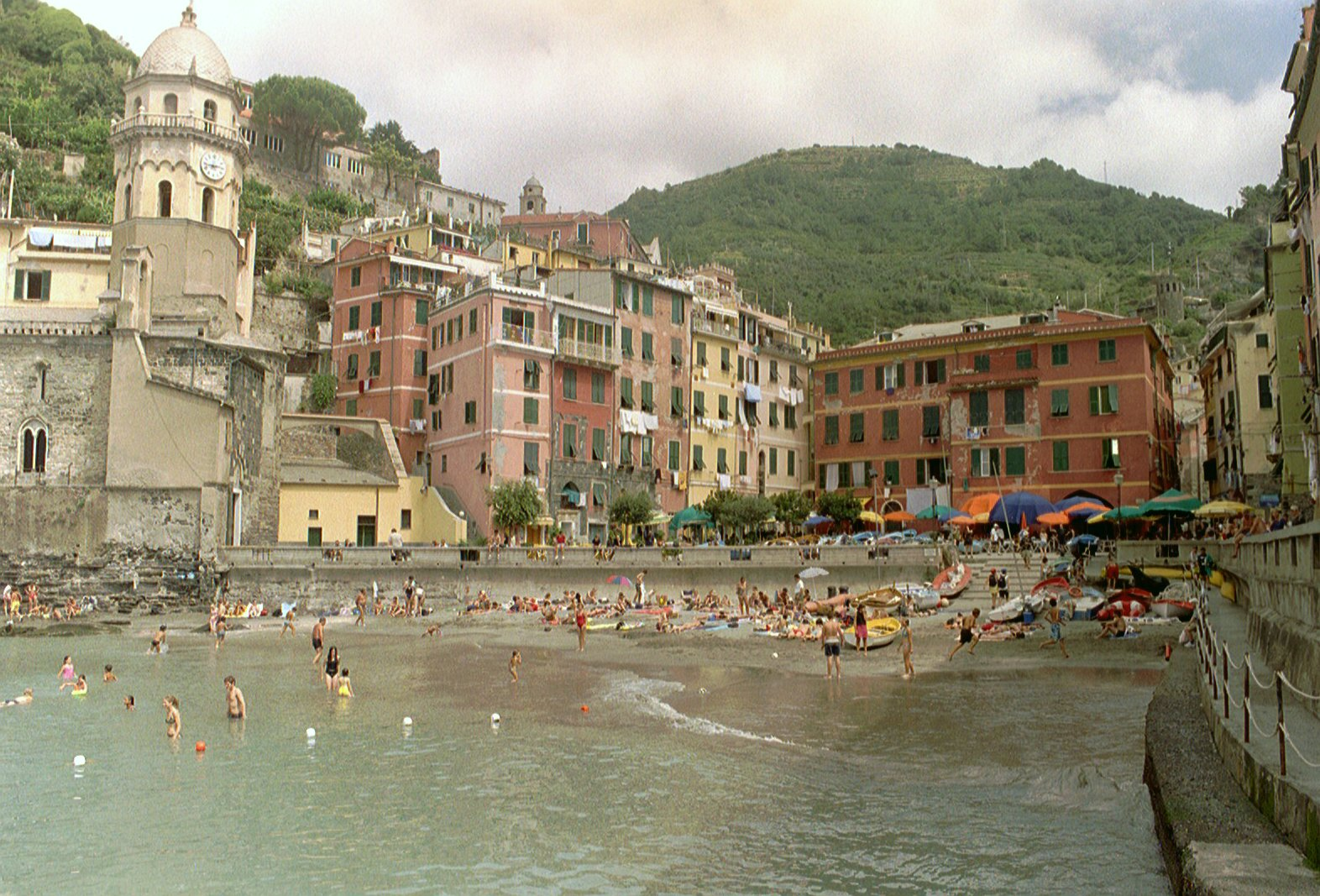
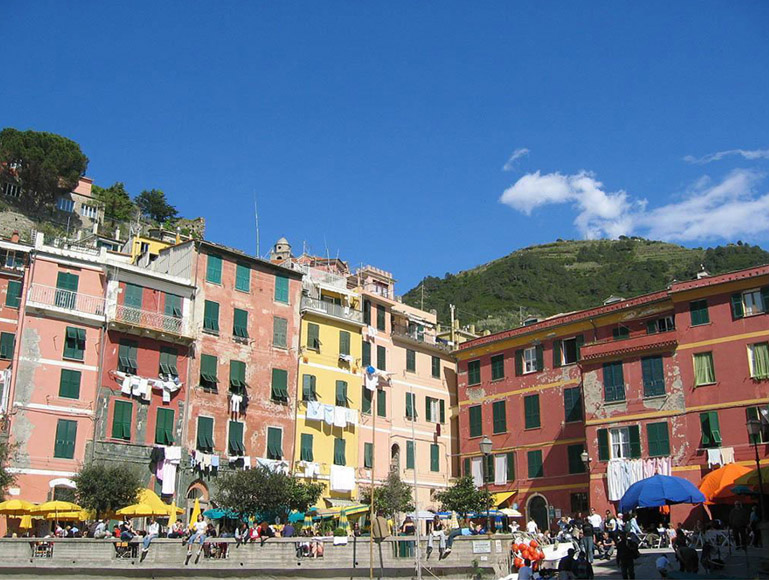
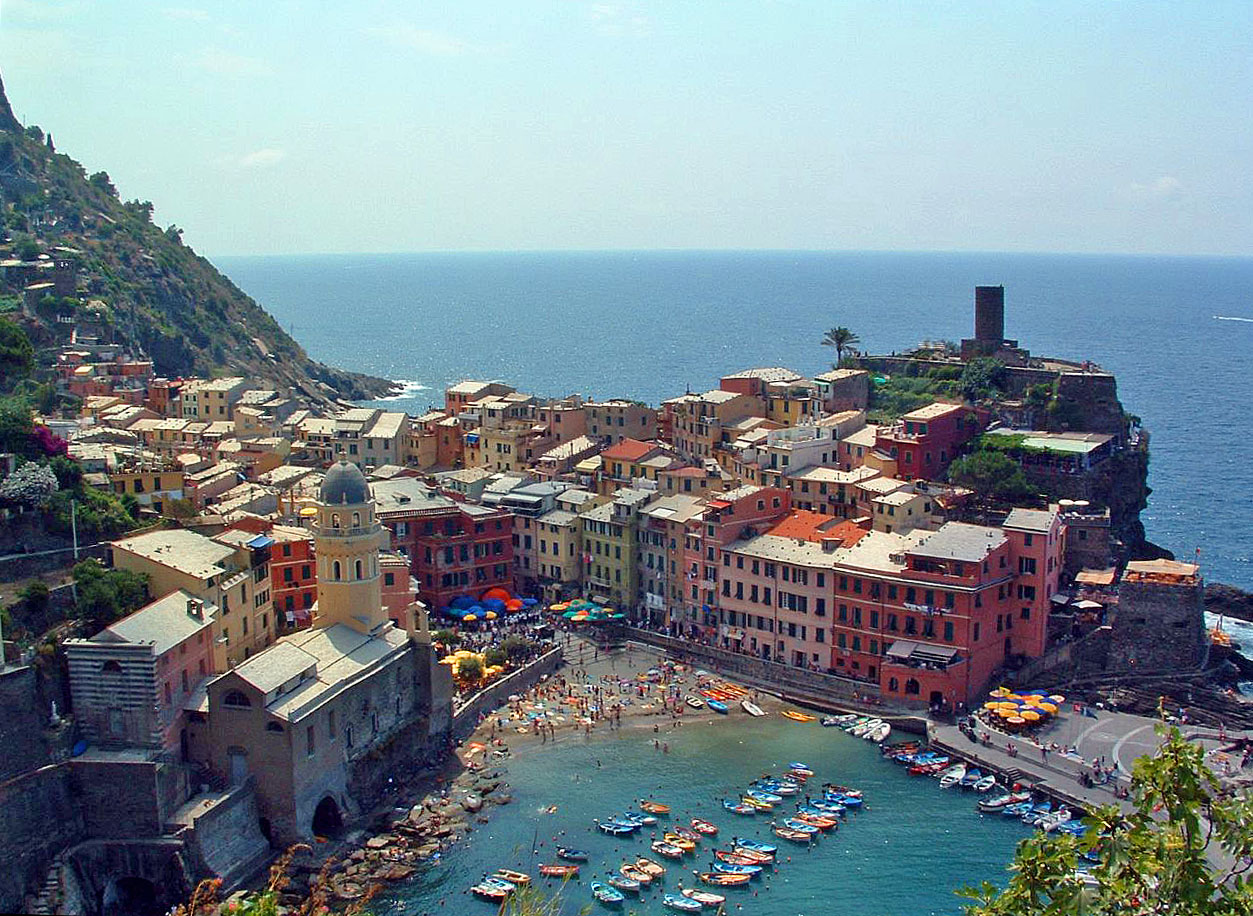
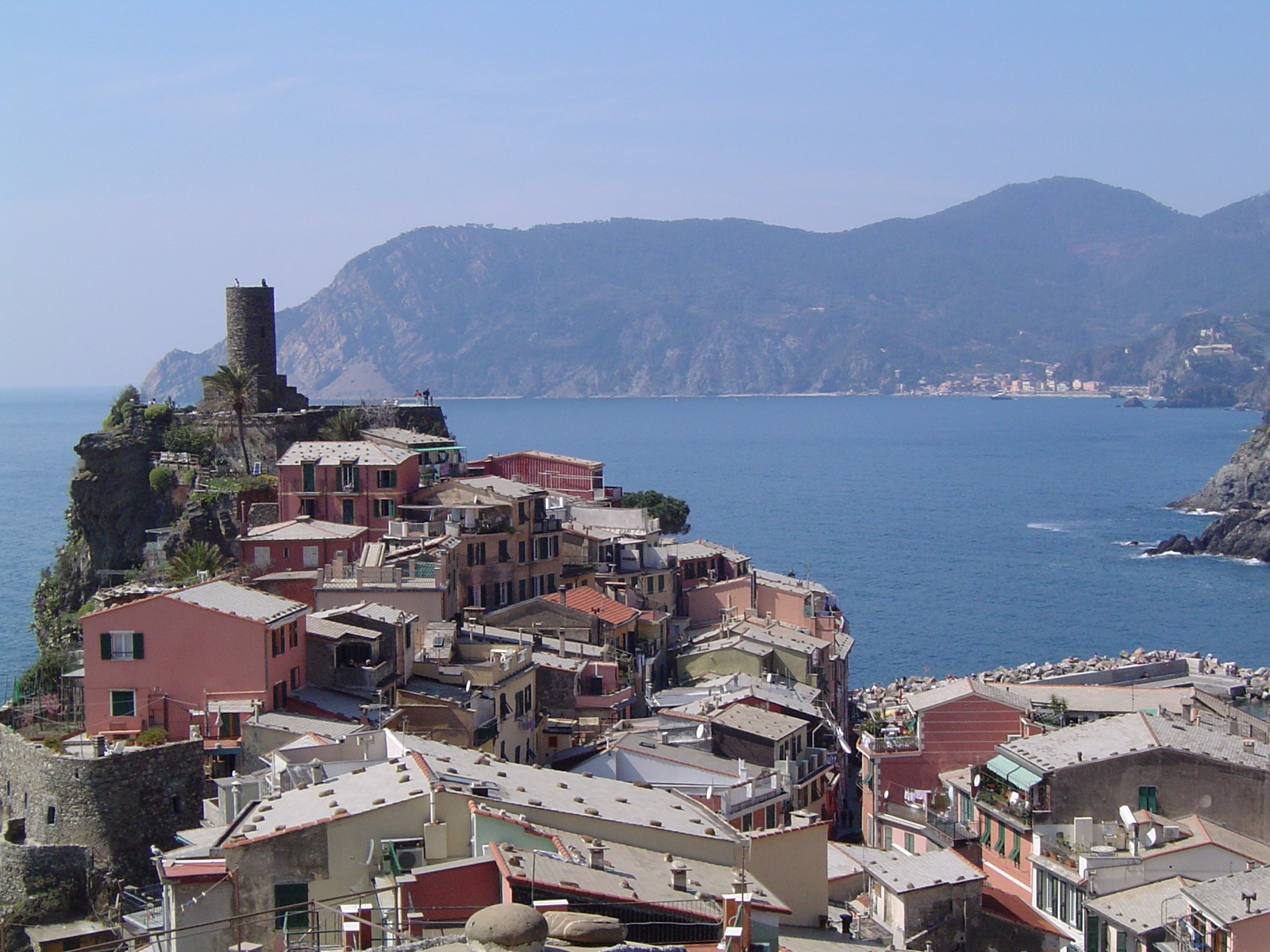
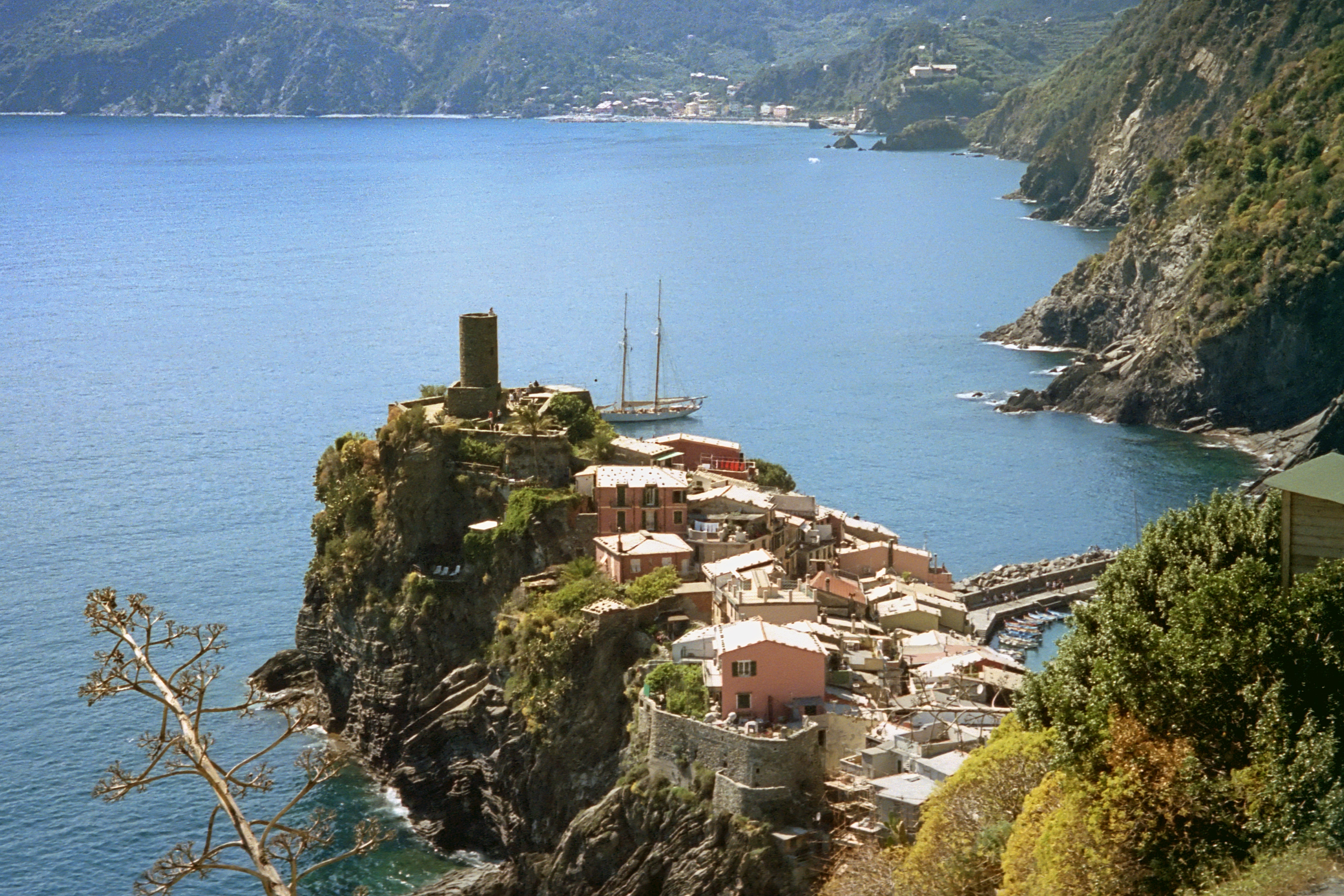
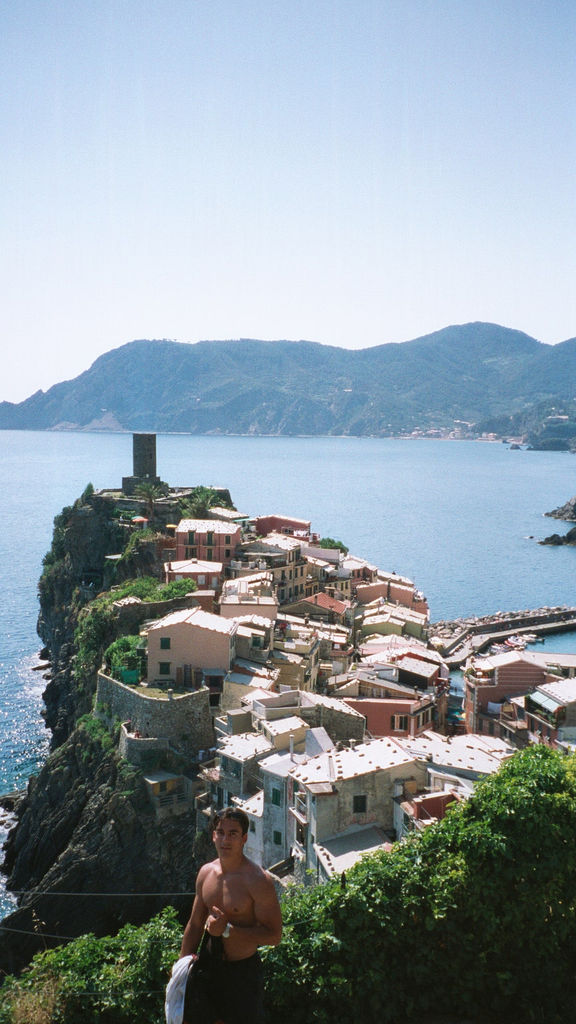
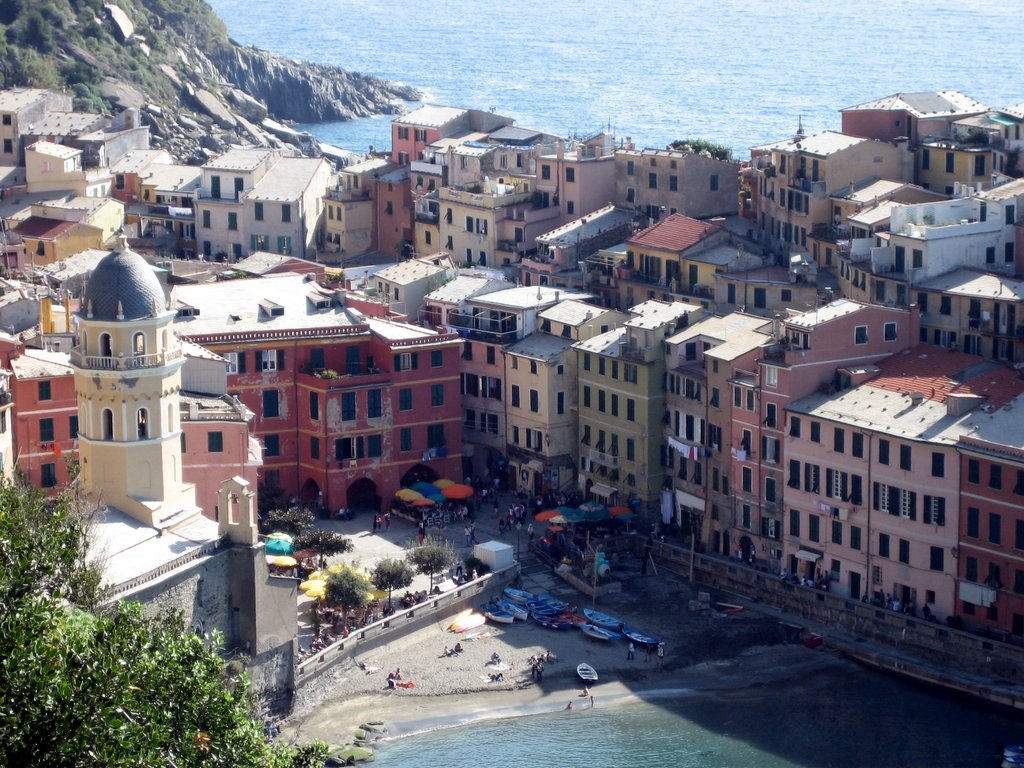
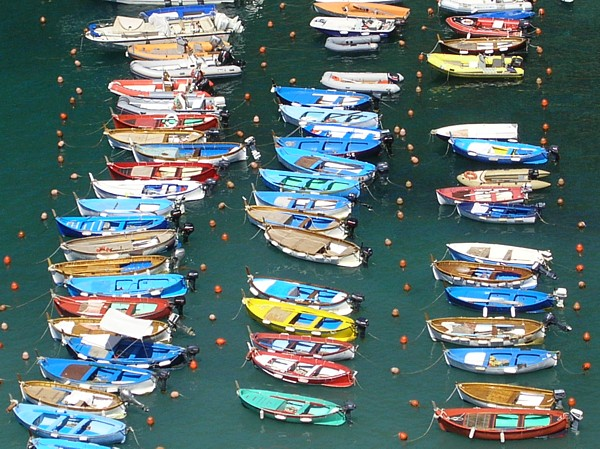
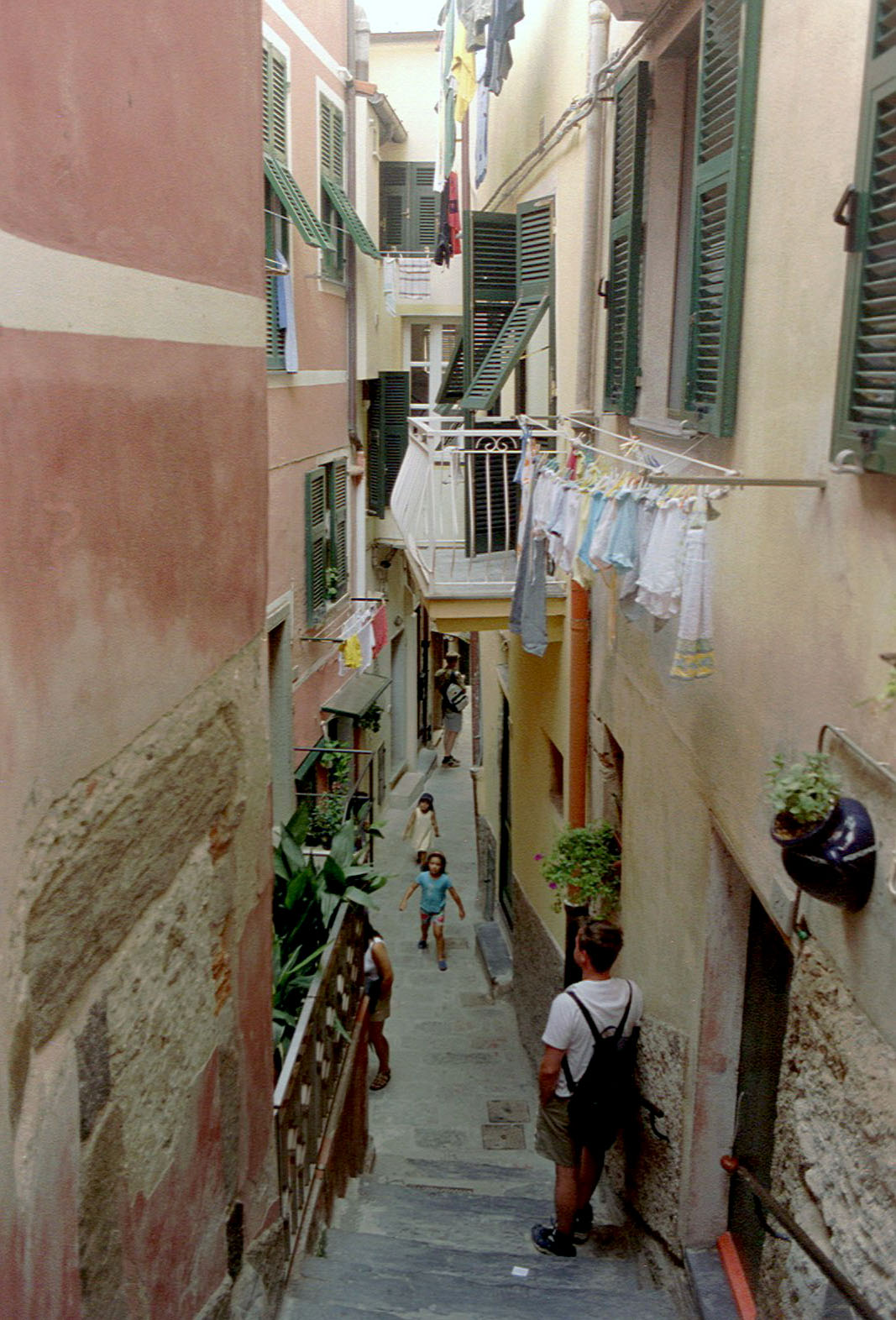

## パノラマ・ギャラリー

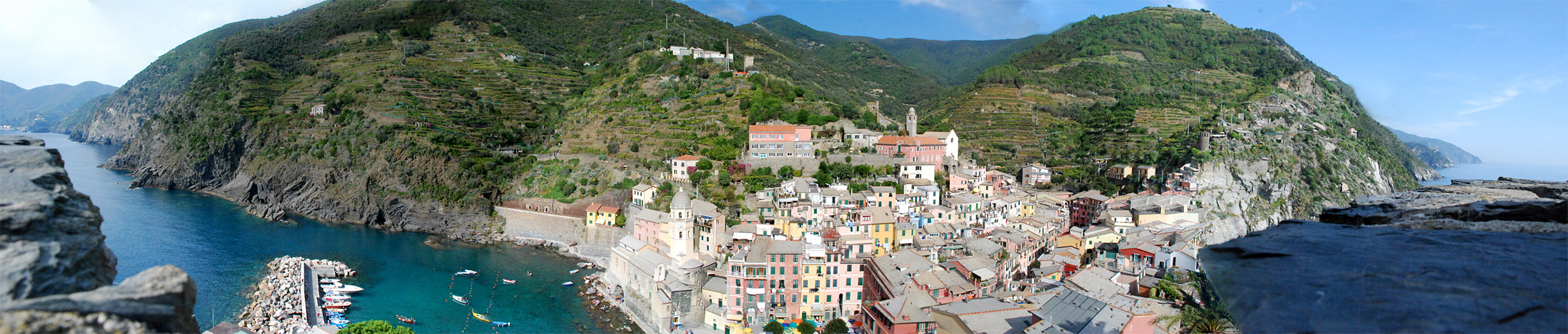
ヴェルナッツァ